# Semaeopus vigoraria
Semaeopus vigoraria là một loài bướm đêm trong họ Geometridae.